# Minihy-Tréguier
Minihy-Tréguier település Franciaországban, Côtes-d’Armor megyében. Lakosainak száma 1263 fő (2022. január 1.). Minihy-Tréguier Camlez, Coatréven, Langoat, Plouguiel, Tréguier és La Roche-Jaudy községekkel határos.

## Népesség
A település népességének változása:
| Lakosok száma | 717  | 790  | 1024 | 1089 | 1275 | 1283 | 1267 | 1262 | 1254 | 1263 |
|               | 1968 | 1982 | 1990 | 2006 | 2013 | 2015 | 2017 | 2019 | 2020 | 2022 |